# Хьюго из джунглей (1993)
Хьюго из джунглей (дат. Jungledyret Hugo) — первый фильм из серии «Хьюго из джунглей». Основой создания фильма является датский писатель и режиссёр Флемминг Квист Мёллер и производство кинокомпании A. Film A/S.

## Сюжет
Хьюго — очень редкое животное. Скорее всего, он последний в своём роде. Он обитает, без каких-либо на то забот, в джунглях вместе со своими друзьями — обезьянками, Зигом и Загом. Однако его беззаботный образ жизни в скором времени пропадёт. Хьюго был схвачен режиссёром, Конрадом Купманном, чья жена и «звезда экрана», Изабелла, пожелала иметь милое животное на главных ролях в своей следующей картине. Спасаясь от похитителей, Хьюго попадает на банановую плантацию и случайно, будучи погруженным на корабль, отправляется в Данию. На судне Хьюго подружился с коком, по кличке «Чарли-тефтелька». Позже, Хьюго прибыл в Копенгаген, где Чарли отправляет его в городской зоопарк. Убегая из зоопарка, когда Конрад пытается вернуть его, Хьюго теряется в городе. К счастью, Хьюго встречает лисичку Риту, с которой они быстро находят общий язык и впоследствии становятся лучшими друзьями. Рита хочет помочь Хьюго вернуть его в джунгли, с помощью корабля, который должен следовать из Дании в Южную Америку.

## Персонажи (главные герои)

### Хьюго
Вымышленное существо, размером с кошку, внешне похож на олинго, шерсть жёлтого цвета. Согласно мультфильму, является уникальным, редким млекопитающим, известным как Hugus Primiticus. Имеет развитую кисть с противопоставленным большим пальцем и человекоподобные ступни. Прямоходящий, но для большей скорости может передвигаться на четвереньках. Хитёр, ловок, сообразителен, легко обманывает различных животных (котов, змей, белок…), но имеет детский нрав. Питается фруктами… и не только. О родителях ничего не известно. Его лучшая подруга — Рита.

### Рита
Городская рыжая лисичка. Лучшая подруга Хьюго. Добрая, расчётливая, в отличие от импульсивного Хьюго, и всегда трезво мыслит. Живёт в Копенгагене вместе со своими двумя младшими братьями и со своей матерью. Её отец ни разу не упомянут.